# Xu Xia Hui
Xu Xia Hui foi um futebolista chinês que participou dos Jogos Olímpicos de Verão de 1936, em Berlim, na primeira vez em que a Seleção de Taipé Chinês de Futebol participou do torneio de futebol dos Jogos Olímpicos.